# Episodi di Friday Night Lights (terza stagione)
La terza stagione della serie televisiva Friday Night Lights è andata in onda negli Stati Uniti dal 1º ottobre 2008 al 14 gennaio 2009 su DirecTV.
In Italia, la terza stagione è andata in onda, in anteprima esclusiva, sul canale digitale terrestre a pagamento Joi dal 23 ottobre al 4 dicembre 2009 ogni venerdì alle 21.00 con un doppio episodio settimanale.
In chiaro la stagione è andata in onda dal 6 febbraio al 20 marzo 2010 sul canale digitale terrestre gratuito Rai 4 ogni sabato alle 17.00 circa (poi alle 18.40) con un doppio episodio settimanale.
| nº | Titolo originale               | Titolo italiano                    | Prima TV USA     | Prima TV Italia  |
| -- | ------------------------------ | ---------------------------------- | ---------------- | ---------------- |
| 1  | I Knew You When                | Ti conoscevo allora                | 1º ottobre 2008  | 23 ottobre 2009  |
| 2  | Tami Knows Best                | Lascia fare a Tami                 | 8 ottobre 2008   | 23 ottobre 2009  |
| 3  | How the Other Half Live        | Tutto per tutto                    | 15 ottobre 2008  | 30 ottobre 2009  |
| 4  | Hello, Goodbye                 | Addii e ritorni                    | 22 ottobre 2008  | 30 ottobre 2009  |
| 5  | Every Rose Has Its Thorn       | Nuove direzioni                    | 29 ottobre 2008  | 6 novembre 2009  |
| 6  | It Ain't Easy Being J.D. McCoy | È dura essere J.D. McCoy           | 5 novembre 2008  | 6 novembre 2009  |
| 7  | Keeping Up Appearances         | Salvare le apparenze               | 12 novembre 2008 | 13 novembre 2009 |
| 8  | New York, New York             | New York, New York                 | 19 novembre 2008 | 13 novembre 2009 |
| 9  | Game of the Week               | Tutti in TV                        | 3 dicembre 2008  | 20 novembre 2009 |
| 10 | The Giving Tree                | Padri e figli                      | 10 dicembre 2008 | 20 novembre 2009 |
| 11 | A Hard Rain's Gonna Fall       | Partita bagnata, partita fortunata | 17 dicembre 2008 | 27 novembre 2009 |
| 12 | Underdogs                      | Il momento di scegliere            | 7 gennaio 2009   | 27 novembre 2009 |
| 13 | Tomorrow Blues                 | Bilancio finale                    | 14 gennaio 2009  | 4 dicembre 2009  |